# Perfection Is a Lie
Perfection Is a Lie је други студијски албум украјинског бенда The Hardkiss. Албум је објављен 7. априла 2017. године. Албум се састојао од неких хит песама бенда у периоду 2015–2017, пошто су све песме на албуму раније објављиване само као синглови.

## Позадина
Албум се састоји од хит песама бенда у последње две године, са 11 песама на албуму, заједно са завршним делом на "Антарктида", њихов најновији сингл до тог тренутка. Према речима главног вокала бенда, Јулије Санине, последње две године бенда су протекле (преведено на енглески) „на веома узбудљив начин“.  Гитариста бенда, Вал Бебко, известио је да, иако се бенд фокусирао на своје синглове, не желе да забораве фанове који воле да сакупљају албуме.
Албум садржи 11 песама које су у потпуности отпеване на енглеском језику, док је једна, „Антарктида“, на украјинском језику.

### Издавање албума
Албум би први пут био премијерно приказан на украјинској радио станици NRJ Ukraine. Албум ће бити објављен дигитално у већини апликација за стримовање музике, заједно са правим физичким копијама које су продаване у будућности The Hardkiss концерти.

## Песме
Албум садржи укупно 11 песама и траје 43 минута и 3 секунде.